# بريثورن
بريثورن (بالإنجليزية: Breithorn)‏ هو أحد جبال سلسلة جبال الألب بينيني ويقع في كانتون فاليز في سويسرا. يحتل المرتبة رقم 15 في قائمة جبال سويسرا من حيث الارتفاع، إذ يبلغ ارتفاعه حوالي 4164 متر، بينما يبلغ ارتفاع نتوء الجبل 439 متر، هذا وقد سجل أول وصول لقمة الجبل عام 1813.